# Lộc Thịnh, Lộc Ninh
Lộc Thịnh là một xã thuộc huyện Lộc Ninh, tỉnh Bình Phước, Việt Nam.
Xã Lộc Thịnh có diện tích 78,57 km², dân số năm 2005 là 4.057 người, mật độ dân số đạt 52 người/km².